# Son Lledonet
Son Lledonet és una antiga possessió del terme municipal de Campos, Mallorca, entre les possessions de Ses Cases Noves, Es Serral, Son Jeroni i Son Blai Mas. Sorgí el segle xvi com una divisió de la possessió de Son Lledó. Es troba documentada el 1576 i confrontava amb Son Catlar, Ses Cases Noves d'en Lledó, Es Camp Roig i el camí que uneix Campos amb Sa Ràpita. El 1614 pertanyia a l'honor Jaume Lledó, conegut com a "Lledonet", de la família del qual prengué nom. Ja tenia cases, celler, molí de sang i una torre de defensa de planta quadrangular adossada a les cases. Era dedicada a vinya, conreu de cereals i a ramaderia ovina i porcina.

## Construccions
Les cases de la possessió s'obren davant una carrera. La façana principal s'orienta a migjorn, coberta per una petita porxada moderna. Presenta dues plantes d'alçat amb un portal forà de llinda. Al pis superior s'obren dues finestres amb ampit. El portal forà dona a la primera crugia que es correspon amb la part vella de les cases. En primer lloc hi ha un ample vestíbul des d'on accedeix a la planta superior i a altres cambres. Es troba totalment cobert de bigues i compta amb una gran jàssera central. A la dreta es localitzen els elements patrimonials més importants del conjunt: Primerament, destaca el portal d'accés a la cuina, motllurat, que fou reobert durant una darrera reforma de les cases; dins un dels dormitoris hi ha un arc rebaixat cegat que es correspon amb un primitiu accés a les cases; i, finalment, també hom hi troba l'accés a la torre, el qual es fa mitjançant un portal d'arc rodó de petites dimensions que, antigament, quan la torre es trobava exempta, accedia a l'exterior.
La segona crugia de les cases és de factura més moderna. En destaca la cuina tradicional. En un costat de la carrera de les cases hi ha un gran aljub subterrani. A l'exterior hom hi troba un coll de cisterna prismàtic, amb peces de pedra viva; l'interior és de volta amb columnes. Pels voltants de les cases hi ha les típiques construccions agrícola-ramaderes: les vaqueries, les solls i els sestadors, de tipologia tradicional i sense reformar.

### Torre de defensa
La torre de defensa té planta quadrangular amb dues plantes d'alçat més un terrat superior. Parament paredat en verd llevat de les faixes, en cadena d'angle. S'accedeix a la torre per la planta baixa a través d'un bloc modern que connecta les cases amb la torre mitjançant una petita cambra coberta embigada destinada a rebost. A través d'un portal rodó amb esplandit interior s'accedeix a l'interior de la torre. La planta baixa està coberta amb dues grans voltes de canó. S'accedeix al pis superior a través d'una escala de caragol. Hi trobam una finestra amb festejadors. La cambra també es troba coberta amb una gran volta de canó. Des d'aquí s'accedeix finalment al terrat.